# Release Me (песня Эдди Миллера)
«Release Me» («Освободи меня», «Отпусти меня») — песня на английском языке, написанная в 1940-х годах Эдди Миллером.
По общепринятой версии, он сочинил её в 1946 году, но не нашёл никого, кто бы её записал, так что в 1949 году сделал это сам. (По другим же данным, он написал её с Бобби Джином Яунтом, гитаристом из своей группы, в том же 1949 году.) Вскоре песню перепел Джимми Хип, затем Рэй Прайс и Китти Уэллс. В 1960-х годах имели успех в чартах версии Эстер Уильямс (1962) и Энгельберта Хампердинка (1967).
В исполнении Энгельберта Хампердинка песня провела шесть недель в марте и апреле 1967 года на 1-м месте британского хит-парада, не пустив на вершину группу «Битлз» с синглом «Penny Lane» / «Strawberry Fields Forever», три недели из этих шести находившимся одной строчкой ниже.

## Чарты
| Чарт (1967)                     | Высшая позиция |
| ------------------------------- | -------------- |
| Бельгия/Фландрия (Ultratop 50)  | 1              |
| Бельгия/Валлония (Ultratop 50)  | 14             |
| Германия (GfK)                  | 20             |
| Нидерланды (Dutch Top 40)       | 2              |
| Нидерланды (Single Top 100)     | 2              |
| Ирландия (IRMA)                 | 1              |
| Великобритания (OCC UK Singles) | 1              |
| США (Billboard Hot 100)         | 4              |

| Чарт (1999)                        | Высшая позиция |
| ---------------------------------- | -------------- |
| Новая Зеландия (Recorded Music NZ) | 45             |